# Roswita Schmidt
Roswitha Schmidt (fl. XX secolo) è stata un'attrice tedesca, attiva maggiormente nel cinema italiano.

## Biografia
Scoperta dal regista Roberto Rossellini, nel 1943 interpreta uno dei ruoli principali nel film L'uomo dalla croce, nella parte della miliziana Irina.
Sempre diretta da Rossellini e Marcello Pagliero, recita nel ruolo di Anna nella pellicola Desiderio (1946), dove è coprotagonista femminile accanto a Elli Parvo.
Dopo questo ruolo appare sullo schermo nel film Nessuno ha tradito (1952) di Roberto Bianchi Montero e ne Il momento più bello (1957) di Luciano Emmer accanto a Marcello Mastroianni e Giovanna Ralli.
Dopo questa pellicola abbandona il cinema.
Nel 1986 al Cinema Nuovo Teatro di Palombara Sabina interviene insieme ad alcuni membri del cast e della troupe del film L'uomo della croce di Rossellini, ricordando il lavoro del regista a distanza di 44 anni.

## Filmografia
- L'uomo della croce, regia di Roberto Rossellini (1943)
- Desiderio, regia di Roberto Rossellini, Marcello Pagliero (1946)
- Nessuno ha tradito, regia di Roberto Bianchi Montero (1954)
- Il momento più bello, regia di Luciano Emmer (1957)

### Doppiatrici
- Rosetta Calavetta in L'uomo della croce, Desiderio

## Doppiatrice
- Giovanna Galletti in Roma città aperta